# Albert Bünn
Albert Bünn (* 1924 in Preetz; † 2006 ebenda) war ein deutscher Schuhmacher, der als Erfinder des Schraubstollens für Fußballschuhe gilt.

## Erfindung des Schraubstollens
Am 1. Februar 1948 meldete der Schuhmachermeister Albert Bünn beim Patentamt in München einen „eindrehbaren Fußballstollen“ an. Eine Kopie der Patenturkunde befindet sich im Heimatmuseum Preetz. Bei seinem Schuh ragten die Schrauben aus der Sohle heraus, sodass die Stollen, die innen ein Gewinde hatten,  darauf geschraubt werden konnten.
Zwei Paar dieser Schuhe schickte Albert Bünn dem Hamburger SV, der sich zwar begeistert zeigte, aber den Kontakt zu ihm nicht wieder aufnahm. Bünn selbst war nicht in der Lage, seine Idee zu vermarkten. Seine zweite Erfindung, die Entwicklung von Steckabsätzen für Damenschuhe, brachte ebenso wenig den erhofften Erfolg.
Bei dem heute verwendeten Stollenschuh, den Adolf Dassler mit der Marke adidas zu weltweiter Bekanntheit führte, befindet sich das Gewinde stattdessen im Schuh.